# Championnat du Brésil de beach soccer
Ne pas confondre avec le Championnat des États brésiliens de beach soccer.
 (mai 2022).
Le championnat du Brésil de beach soccer (souvent appelé Brasileirão) est une compétition annuelle de beach soccer disputée par les meilleurs clubs brésiliens.

## Déroulement
Les équipes sont divisées en trois groupes de quatre équipes, les meilleures équipes de chaque poule ainsi que le meilleur second sont qualifiées pour les demi-finales.

## Palmarès

### Par édition
| Année | Champion         | 2e             | 3e       | 4e         |
| ----- | ---------------- | -------------- | -------- | ---------- |
| 2012  | Corinthians      | Santos         | Cruzeiro | Botafogo   |
| 2017  | CR Vasco da Gama | Sampaio Corrêa | Botafogo | Rio Branco |

### Trophées individuels
| # | Édition | Meilleur joueur | Meilleur buteur | Meilleur buteur | Meilleur gardien |
| # | Édition | Meilleur joueur | Nom             | Nbr             | Meilleur gardien |
| - | ------- | --------------- | --------------- | --------------- | ---------------- |
| 1 | 2012    | Anderson        | Alan            |                 | Mão              |
| 2 | 2017    |                 |                 |                 |                  |

## Club de l'année 2012
| Groupe A      | Groupe B    | Groupe C      |
| ------------- | ----------- | ------------- |
| São Paulo     | Corinthians | Santos        |
| Vasco da Gama | Botafogo    | Palmeiras     |
| Flamengo      | Portuguesa  | ASA Arapiraca |
| Cruzeiro      | Recife      | Atlético PR   |